# 김선동 (1950년)
김선동(1950년 ~)은 대한민국의 전 아나운서다. 1978년에 KBS에서 아나운서로 데뷔해서 2008년에 정년퇴임했다.

## 방송
- 농업도 경영이다
- 전국노래자랑 (1994) - 진행
- 고향의 아침 (2000)

## 경력
- KBS 아나운서실 현업총괄 부주간 (2002)
- 제주방송총국 아나운서부장 (1994)

## 수상
- 올림픽기장문화장 (1988)